# Dušan Milenkovič
Dušan Milenkovič, slovenski politik, * 22. september 1936. 
Med letoma 1992 in 1997 je bil član Državnega sveta Republike Slovenije.